# William Maclure
William James Maclure (Ayr, Escocia, 27 de octubre de 1763 - San Ángel, México, 23 de marzo de 1840) fue un geólogo, botánico, explorador y pedagogo estadounidense de origen escocés.

## Biografía
Fue hijo de David McClure y de Ann Kennedy. Lo bautizaron James mas luego lo cambiaría por William, así como la grafía del apellido. William tuvo dos hermanos: Alexander y John, y tres hermanas: Helen, Anna y Margaret. La familia se instala en Glasgow y luego en Liverpool.
El joven William comienza sus estudios en Ayr y se cree que no asistió a escuelas superiores. Muy temprano empieza a trabajar en un comercio. La fecha de su primer viaje se desconoce, aunque sus biógrafos aventuran los años 1778 y 1782. Desde 1782 es representante en Londres de la firma estadounidense Miller, Hart & Co. y puede, por consiguiente, viajar frecuentemente en Europa durante los siguientes quince años. Se instala en Filadelfia en 1796 y se nacionaliza estadounidense en Detroit ese mismo año.
Será miembro de la American Philosophical Society en 1799. Ese año, parte a Europa y se instala en París, donde pasará los siguientes quince años. Descubre y adopta los principios y los métodos geológicos desarrollados por Abraham Gottlob Werner en 1749 o 1750-1851) algunos años más tarde. Durante su estancia europea, realiza numerosas excursiones geológicas y viaja por el continente. En 1803, será miembro de la Comisión de EE. UU. de la captura de navíos mercantes de EE. UU. por Francia durante el periodo 1797-1801.
Durante un viaje por Suiza con Joseph Carrington Cabell (1778-1856) en 1805, visita la Escuela de Johann Heinrich Pestalozzi (1746-1827) en Yverdon-les-Bains. Esa visita lo convence y se interesa de tal método pedagógico, y Maclure envía a Francis Joseph Nicholas Neef (1770-1854) en 1806 y en 1809 noticias de abrir la primera escuela inspirada en Pestalozzi en EE. UU.
Al retornar a EE.UU en 1808, pasó cerca de un año y medio en realizar solo una inspección geológica del Mississippi. Atraviesa una vasta región del Maine y de Georgia. Publicó sus resultados con el título de Observations on the Geology on the United States, Explanatory of a Geological Map en 1809. Gracias a su obra atrae a los Estados Unidos a científicos como Gerhard Troost (1776-1850), Silvain Godon (v. 1769-1840) y, un poco más tarde, Charles Alexandre Lesueur (1778-1846).
Maclure retorna a Europe en 1809 con el fin de escribir una memoria y de realizar una carta geológica de ese continente. Se convirtió en miembro de la Academia de Ciencias Naturales de Filadelfia en 1812. Además recogió colecciones de especímenes y las envió a escuelas y universidades de EE. UU. Deja Francia en el otoño de 1815 y viaja con C. A. Lesueur a Gran Bretaña y luego al Caribe. Retorna a EE. UU. en 1816, y hace una expedición a Delaware, Maryland, Pensilvania y el estado de Nueva York. C. A. Lesueur comenzó a reunir datos para hacer una colección de peces de América del Norte con apoyo de Maclure. Preside la Academia de Ciencias Naturales de Filadelfia de 1817 a 1840 y le donó numerosos libros y especímenes, así como también unos mil dólares por año. Publica una versión corregida y enriquecida de la Geología de EE.UU. en 1818.
Maclure financia una expedición durante el invierno de 1817-1818 a las costas de Georgia y del este de la Florida. Sus compañeros de viaje son el artista y naturalista Titian Ramsay Peale (1799-1885), el ornitólogo George Ord (1781-1856) y el entomólogo Thomas Say (1787-1834). Además subvenciona a T. Say para sus estudios, y financia igualmente una expedición de Thomas Nuttall (1786-1859) a la cuenca del río Arkansas.
Retorna a Europa y pasará dos años en Francia y en Italia. En 1820, va a Madrid por razones de salud. Y planea fundar una escuela de Agronomía en Alicante cuando con la Restauración absolutista en España tiene problemas con los realistas contrarrevolucionarios y le fuerzan a salir de España. En 1824-1825, viaja a Irlanda, Escocia e Inglaterra. Visita incluyendo las fábricas y las escuelas modelo de New Lanark dirigida por Robert Owen (1771-1858), y esa utopía industrial lo impresiona fuertemente a Maclure.
Maclure vende su departamento de París y retorna a América. Sus amigos le animaron a unirse a ellos para formar un proyecto de comunidad socialista en New Harmony Indiana. Será más o menos responsable de programas educativos y científicos. Maclure tuvo destacadísimos profesores pestalozienses como Francis Joseph Nicholas Neef (1770-1854), Marie Duclos Fretageot (1820-1833), William S. Phiquepal d'Arusmont, Thomas Say, Charles Alexandre Lesueur, Gerhard Troost. Aunque el proyecto de Owen en un año quedó sin personal, los miembros del grupo más Maclure permanecieron en su lugar y siguieron trabajando a través del apoyo financiero de William Maclure. Una Escuela dedicada a la industria y dotada de editores, le publicaron obras importantes como varias planchas de American Ichthyology de 1827 de Charles Alexandre Lesueur, algunos números de American Conchology de 1830-1838 de Thomas Say, y una reedición de North American Sylva de François André Michaux (1770-1855) (las planchas habían sido adquiridas por Maclure en Europa).
Pero su salud no era buena, así que Maclure partió a México. Y comenzó una correspondencia, que le permitió supervisar sus proyectos tanto en Filadelfia como en New Harmony.
Durante todo ese periodo, publica numerosos artículos en geología, economía, pedagogía, política. A pesar de que sigue el sistema de Abraham Gottlob Werner (1749 o 1750-1817), no era ni partidario del catastrofismo, ni del neptunismo. Amos Eaton (1776-1842) dirá de él que fue excelente geólogo que conoció, a pesar de la heterogeneidad de su trabajo, William Maclure puede ser verdaderamente considerado como el padre de la geología de Estados Unidos.

## Fuente
- Keir B. Sterling , Richard P. Harmond, George A. Cevasco & Lorne F. Hammond (dir.) 1997. Biographical dictionary of American and Canadian naturalists and environmentalists. Greenwood Press (Westport) : xix + 937 pp. ISBN 0-313-23047-1

- La abreviatura «Maclure» se emplea para indicar a William Maclure como autoridad en la descripción y clasificación científica de los vegetales.[1]